# Maoshi (köpinghuvudort i Kina, Hubei Sheng, lat 29,90, long 113,01)
Maoshi (kinesiska: 毛市, 毛市镇) är en köpinghuvudort i Kina. Den ligger i provinsen Hubei, i den centrala delen av landet, omkring 140 kilometer sydväst om provinshuvudstaden Wuhan. Antalet invånare är 44 214. Befolkningen består av 21 268 kvinnor och 22 946 män. Barn under 15 år utgör 21,0 %, vuxna 15-64 år 67 %, och äldre över 65 år 11,0 %.
Runt Maoshi är det ganska tätbefolkat, med 248 invånare per kvadratkilometer. Närmaste större samhälle är Hongcheng, 13,0 km sydväst om Maoshi. Trakten runt Maoshi består till största delen av jordbruksmark.
Genomsnittlig årsnederbörd är 1 758 millimeter. Den regnigaste månaden är maj, med i genomsnitt 229 mm nederbörd, och den torraste är december, med 39 mm nederbörd.